# Tour du Lac Léman
Il Tour du Lac Léman (it.: Giro del Lago Lemano) era una corsa in linea maschile di ciclismo su strada che si disputò attorno al Lago Lemano, in Svizzera, dal 1879 al 2005. È la corsa classica più antica dopo la Milano-Torino. Nel 2005 fu inserita nel calendario dell'UCI Europe Tour come prova di classe 1.2.

## Albo d'oro
Aggiornato all'edizione 2005.
| Anno    | Vincitore           | Secondo               | Terzo                |
| ------- | ------------------- | --------------------- | -------------------- |
| 1879    | Ernest Metral       | James Grandjean       | Téodore Mottaz       |
| 1880    | James Grandjean     | ?                     | ?                    |
| 1881    | Téodore Mottaz      | ?                     | ?                    |
| 1882    | non disputato       | non disputato         | non disputato        |
| 1883    | Paul Bruel          | Justin Carrel         | Téodore Mottaz       |
| 1884    | Paul Bruel          | Eugène Parent         | Julien Maurer        |
| 1885    | Jean Müller         | Justin Carrel         | Téodore Mottaz       |
| 1886    | Charles Parent      | Paul Bruel            | Jean Müller          |
| 1887    | Louis Masi          | Paul Bruel            | Julien Maurer        |
| 1888-90 | non disputato       | non disputato         | non disputato        |
| 1891    | Louis Masi          | Lucien Lesna          | Edgard De Beaumont   |
| 1892    | Louis Masi          | Francis Piguet        | Arthur Crombach      |
| 1893    | Arnold Bozino       | Francis Piguet        | Georges Roesch       |
| 1894    | Georges Roesch      | ?                     | Charles Etter        |
| 1895    | Jacques Goncet      | Georges Roesch        | Peclet               |
| 1896    | Jacques Goncet      | Emile Barrot          | Edouard Strobino     |
| 1897    | Arnold Bozino       | Charles Calame        | Bron                 |
| 1898    | Charles Calame      | Louis Rossy           |                      |
| 1899    | Henri Pérollaz      | Charles Calame        | Louis Rossy          |
| 1900    | August Marforio     | Louis Rossy           | ?                    |
| 1901    | Louis Rossy         | Albert Bosshard       | Dufour               |
| 1902    | August Marforio     | Jean-Pierre Montmège  | Joseph Cerutti       |
| 1903    | Ernst Meurer        | Jean-Pierre Montmège  | Albert Bosshard      |
| 1904    | Henri Pérollaz      | Albert Bosshard       | Alexandre Castellino |
| 1905    | Henri Rheinwald     | Giuseppe Mora         | Henri Pérollaz       |
| 1906    | Marcel Lequatre     | Giuseppe Mora         | ?                    |
| 1907    | Henri Rheinwald     | Riccardo Maffeo       | ?                    |
| 1908    | Heinrich Gaugler    | Henri Rheinwald       | Marcel Lequatre      |
| 1909    | Marcel Lequatre     | Heinrich Gaugler      | François Leclerc     |
| 1910    | Marcel Perriere     | Charles Guyot         | Riccardo Maffeo      |
| 1911    | Marcel Perriere     | Marius Budry          | Marcel Lequatre      |
| 1912    | Henri Rheinwald     | Marcel Perriere       | Riccardo Maffeo      |
| 1913    | Otto Wiedmer        | Charles Guyot         | Marcel Perriere      |
| 1914-19 | non disputato       | non disputato         | non disputato        |
| 1920    | Henri Rheinwald     | Otto Wiedmer          | François Francescon  |
| 1921    | Franco Giorgetti    | Heiri Suter           | Riccardo Maffeo      |
| 1922    | Costante Girardengo | Gaetano Belloni       | Heiri Suter          |
| 1923    | Pietro Bestetti     | Heiri Suter           | Henri Guillod        |
| 1924    | Heiri Suter         | Henri Reymond         | Kastor Notter        |
| 1925    | Marcel Perriere     | Gustav Lauppi         | Charles Perriere     |
| 1926    | Alfredo Saccomani   | Albert Blattmann      | Henri Guillod        |
| 1927    | Heiri Suter         | Kastor Notter         | Georg Antenen        |
| 1928    | Georg Antenen       | Albert Blattmann      | Ernst Meier          |
| 1929    | Heiri Suter         | Ernest Ambro          | Alfredo Saccomani    |
| 1930    | Heiri Suter         | Albert Blattmann      | Alfredo Saccomani    |
| 1931    | Max Bulla           | Ernst Meier           | Albert Büchi         |
| 1932    | Georg Antenen       | Karl Altenburger      | Henri Wullschleger   |
| 1933    | Albert Büchi        | Karl Altenburger      | Alfred Siegel        |
| 1934    | Walter Blattmann    | Alfred Bula           | Roger Pipoz          |
| 1935    | Karl Altenburger    | Roger Strebel         | Edgar Hehlen         |
| 1936    | Ernst Bühler        | Alfred Bula           | Hans Martin          |
| 1937    | Werner Buchwalder   | Edgar Buchwalder      | Max Bolliger         |
| 1938    | François Neuens     | Hans Martin           | Kurt Stettler        |
| 1939    | Robert Lang         | Leo Amberg            | Karl Wyss            |
| 1940-41 | non disputato       | non disputato         | non disputato        |
| 1942    | André Hardegger     | Edgar Buchwalder      | Hans Martin          |
| 1943    | Hans Knecht         | Josef Wagner          | Fritz Saladin        |
| 1944    | non disputato       | non disputato         | non disputato        |
| 1945    | Hans Maag           | Hans Martin           | Gottfried Weilenmann |
| 1946    | Robert Lang         | Ernest Näf            | Karl Litschi         |
| 1947    | Emilio Croci-Torti  | Eloi Tassin           | Joseph Magnani       |
| 1948    | Dominique Torelli   | Hans Lanz             | Gottfried Weilenmann |
| 1949    | Fritz Schär         | Ernst Stettler        | Fritz Zbinden        |
| 1950    | Fritz Zbinden       | Pasquale Fornara      | René Cador           |
| 1951    | Armin Von Bueren    | Heinz Müller          | Charles Guyot        |
| 1952    | Ferdi Kübler        | Gino Bartali          | Giovanni Corrieri    |
| 1953    | Armin Von Bueren    | Eugen Kamber          | Walter Diggelmann    |
| 1954    | Remo Pianezzi       | Max Schellenberg      | Fritz Zbinden        |
| 1955    | Alcide Vaucher      | Hans Hobin            | Remo Pianezzi        |
| 1956-70 | non disputato       | non disputato         | non disputato        |
| 1971    | Norbert Krapf       | Roberto Puttini       | Otto Bruhin          |
| 1972    | John Hugentobler    | René Leuenberger      | Bruno Hubschmid      |
| 1973    | Fausto Stiz         | Robert Thalmann       | Werner Fretz         |
| 1974    | Iwan Schmid         | Roland Salm           | Louis Pfenninger     |
| 1975    | René Leuenberger    | Hans Joerg Aemisegger | René Grelin          |
| 1976    | non disputato       | non disputato         | non disputato        |
| 1977    | Bruno Wolfer        | Daniel Gisiger        | Antonio Ferretti     |
| 1978-95 | non disputato       | non disputato         | non disputato        |
| 1996    | Stefano Faustini    | Biagio Conte          | Laurent Dufaux       |
| 1997    | Chris Newton        | Daniel Schnider       | Alexander Aeschbach  |
| 1998    | Glenn Magnusson     | Markus Zberg          | Gino Paolini         |
| 1999    | Bruno Boscardin     | Frédéric Bessy        | Sébastien Laroche    |
| 2000    | Andris Naudužs      | Aljaksandr Usaŭ       | Martin Bolt          |
| 2001    | Steve Zampieri      | Stefan Rütimann       | Roger Beuchat        |
| 2002    | Filippo Pozzato     | Mychajlo Chalilov     | Luigi Giambelli      |
| 2003    | non disputato       | non disputato         | non disputato        |
| 2004    | Dmitrij Konyšev     | Mauro Santambrogio    | Dmitrij Gajnetdinov  |
| 2005    | Jonas Ljungblad     | René Mandri           | Rémi Pauriol         |